# Marin
Marin es una entidad de población española del municipio de Escoriaza, perteneciente a la provincia de Guipúzcoa, en la comunidad autónoma del País Vasco.

## Historia
Hacia mediados del siglo XIX, el lugar, una anteiglesia perteneciente a Escoriaza, tenía contabilizada una población de 252 habitantes. Aparece descrito en el decimoprimer volumen del Diccionario geográfico-estadístico-histórico de España y sus posesiones de Ultramar de Pascual Madoz de la siguiente manera:

MARIN: anteigl. en la prov. de Guipúzcoa (á Tolosa 11 leg.), part. jud. de Vergara (4), aud. terr. de Burgos (22), c. g. de las Provincias Vascongadas; dióc. de Calahorra (23), térm. municipal de Escoriaza (3/4). sit. en terreno escabroso circundado de montañas, formando un barranco pendiente y tortuoso de N. á S.; clima frio y propenso á inflamaciones: tiene 28 casas esparcidas en cas., escuela de primera educacion para ambos sexos, concurrida por 20 alumnos y dotada con 12 fan. de trigo y maiz; igl. parr. (Sta. Maria Magdalena), servida por un cura beneficiado de presentacion del ordinario, y por un sacristan secular de nombramiento del cura; ermita dedicada á Sta. Lucía, y varias fuentes de aguas ferruginosas y saludables. El térm. confina N. ayunt. de Aramayona (prov. de Alava); E. Zarimuz; S. Salinas, y O. el espresado ayunt.: dentro de su circunferencia hay varios montes con arbolado. El terreno es en general arcilloso, y le baña un riach. tributario del r. Deva. caminos: locales, de herradura y en mal estado. El correo se recibe de Mondragon. prod.: maiz, trigo, patatas, avena, lino, centeno, manzanas y otras frutas; cria de ganado vacuno y lanar; caza de perdices y palomas torcaces. pobl.: 25 vec., 42 fogueras, 252 almas. riqueza imp.: con su ayunt. (V.)
(Madoz, 1848, p. 233)

En 2022, la entidad singular de población tenía empadronados 43 habitantes.

## Patrimonio
En el lugar hay una iglesia bajo la advocación de Santa María Magdalena.